# ریاست‌جمهوری اکبر هاشمی رفسنجانی
دوران سازندگی به دو دوره ریاست جمهوری علی‌اکبر هاشمی رفسنجانی گفته می‌شود که مشتمل بر دولت‌های پنجم و ششم نظام جمهوری اسلامی ایران است که آغاز فعالیت آن ۲۵ مرداد ۱۳۶۸ و پایان فعالیت ۱۲ مرداد ۱۳۷۶ می‌باشد. اجرای اولین برنامه پنج ساله توسعه اقتصادی بعد از انقلاب در این دولت انجام گرفت. سیاست باز اقتصادی و وضع قوانین ضد انحصار از جمله اقدامات مؤثر وی بوده‌است.
از مهم‌ترین دغدغه‌های پیش روی این دولت بازسازی کشور بعد از جنگ هشت ساله دشوار بود که ویرانه‌های زیادی را بر جای گذاشته بود و نیاز بود در اسرع وقت بازسازی شوند. به همین منظور هاشمی در وزارتخانه‌های اقتصادی دولت از وزیران با گرایش تکنوکراتی بهره جست. همچنین هاشمی تصمیم گرفت سهم بودجهٔ پروژه‌های عمرانی را به‌طور چشمگیری نسبت به سایر فعالیت‌های دولت بیشتر در نظر بگیرد. در خصوص سایر وزارتخانه‌ها به منظور تثبیت فضای سیاسی داخل کشور سعی کرد تعادل را بین گروه‌های سیاسی آن دوره برقرار کند، به طوریکه انتخاب سید محمد خاتمی (نیروهای خط امام) به عنوان وزیر فرهنگ و ارشاد اسلامی در کنار علی‌اکبر ولایتی (راست‌گرای سنتی) نمونه‌ای از این دست انتخابات هستند. اما این رویه در عمل نشان داد که نه‌تنها موافقت همهٔ طیف‌های سیاسی تأمین نشد، بلکه همهٔ گروه‌های سیاسی از سهم‌بندی موجود ناراضی بودند. از دغدغه‌های اقتصادی دیگر می‌توان به کسری بودجه ۵۰ درصدی دولت در زمان دولت اول هاشمی اشاره کرد.
در سال ۱۳۷۲ با حضور یک رقیب مطرح به نام احمد توکلی و دلسردی نیروهای چپ‌گرا نسبت به هاشمی به منظور دخالت دادن آن‌ها در امور اجرایی دولت جدید، نتیجه انتخابات به راحتی قابل پیش‌بینی نبود. توکلی که از نابرابری‌ها در توزیع ثروت و فساد اقتصادی دولتمردان گلایه داشت، در نهایت توانست ۴ میلیون رأی را در انتخابات ریاست‌جمهوری ایران (۱۳۷۲) از آن خود کند که نشان از ریزش قابل توجه هواداران هاشمی بود. در این دوره به دلیل فشارهای وارده از جانب مجلس چهارم و سایر گروه‌های سیاسی راست‌گرا، هاشمی تمایلی به استفاده از نیروهای چپ نداشت.

هاشمی رفسنجانی در خصوص عملکردش در پست ریاست‌جمهوری اینگونه نقل می‌کند:
... کسری بودجه و فروش نفت هر بشکه ۷ تا ۱۰ دلار آن‌هم در شرایط تحریم و شرارت‌های بیگانگان، شرایط را متمایز می‌کند ولی اولین دوره ریاست‌جمهوری من یعنی از سال ۶۸ تا ۷۲ در بین همه ادوار ریاست جمهوری چون از جنگ فارغ شده بودیم و به سازندگی رو آوردیم بهتر است؛ البته به دو دلیل: اول اینکه خودم رئیس جمهور بودم و به کرات از عملکردم دفاع مستند می‌کردم و دوم جدای از این، در سال ۶۸ در حالی ریاست‌جمهوری را قبول کردم که بودجه کشور به صورت رسمی ۵۱ درصد کسری داشت.

## اهم مسائل
- بازسازی ویرانه‌های باقی‌مانده از جنگ تحمیلی در زمینه‌های مختلف
- شورش‌های دهه ۱۳۷۰ ایران
- تهیه و اجرای طرح‌های ملی در راستای ایجاد توسعه اقتصادی
- تعامل جدی با کشورهای خارجی به خصوص اتحادیه اروپا
- تأثیر در نظر امام در مورد قطعنامۀ ۵۹۸ شورای امنیت و اتمام جنگ سه ماه پس از این که ایشان جانشین فرماندۀ کل قوا شود.
- شناسایی عراق به عنوان آغاز کنندهٔ جنگ هشت ساله با ایران
- فروپاشی اتحاد جماهیر شوروی و پایان جنگ سرد